# Gołębiewo Średnie
Gołębiewo Średnie (niem. Mittel Golmkau) – osada w Polsce położona w województwie pomorskim, w powiecie gdańskim, w gminie Trąbki Wielkie przy drodze wojewódzkiej nr 222.
W latach 1975–1998 miejscowość administracyjnie należała do województwa gdańskiego.
Do 15 maja 2018 w miejscowości znajdował się Tropical Club – największy klub dance i disco polo w okolicy Gdańska. Odbywały się w nim też pokazy samochodów, koncerty i gale bokserskie. Klub doszczętnie spłonął w pożarze.

## Zabytki
Według rejestru zabytków NID na listę zabytków wpisany jest zespół dworski i folwarczny, nr rej.: A-1161 z 13.12.1996:
- dwór
- budynek bramny
- owczarnia
- kuźnia
- gorzelnia
- 3 budynki gospodarcze
- park.
- gorzelnia.